# Нефтебаза (Республика Алтай)
Нефтеба́за (алт. Нефтебаза) — село в Онгудайском районе Республики Алтай России. Входит в состав Теньгинского сельского поселения.

## География
Село находится в горно-степной зоне центральной части Республики Алтай у реки Туэкта.

## Население
| 2010 | 2011 | 2012 | 2013 | 2014 | 2015 |
| ---- | ---- | ---- | ---- | ---- | ---- |
| 81   | →81  | ↘79  | ↘75  | ↘74  | ↘68  |
| 2016 |      |      |      |      |      |
| ↘62  |      |      |      |      |      |

### Национальный состав
Согласно результатам переписи 2002 года, в национальной структуре населения алтайцы составляли 59 %, русские — 40 % из 75 чел.

## Улицы
В деревне имеется одна улица — Новая.

## Инфраструктура
В селе расположены объекты обслуживания ГСМ.

## Транспорт
Через село проходит автодорога регионального значения «Ябоган — Туекта» (идентификационный номер 84К-132), примыкающей к федеральной автотрассе Р-256 «Чуйский тракт».